# Adam Bielski
Adam Bielski herbu Jelita – sędzia grodzki lwowski w 1764 roku, chorąży lwowski w latach 1761–1780, starosta rabsztyński w 1768 roku, starosta czerwonogrodzki w latach 1750–1761,  sędzia kapturowy ziemi lwowskiej w 1764 roku.
W 1764 roku był elektorem Stanisława Augusta Poniatowskiego z województwa ruskiego.
Jego ojcem był Felicjan Bielski, podczaszy lwowski, żydaczowski, matką zaś Anna ze Skarbków-Kiełczewskich herbu Abdank, córka Tomasza.
Zaślubił w 1766 Katarzynę z Mierzejewskich herbu Szeliga, córkę Andrzeja Krzysztofa na Zalesiu, Probużnie, Hrynkowcach, Czarnokozińczykach, Starych Dawidkowcach i Nowostańcach, cześnika halickiego, starosty rakowieckiego, kasztelana sochaczewskiego, i jego żony Rozalii z Daniłowiczów herbu Sas, starościanki boreckiej.